# Spreading the Disease
| 전문가 평가                       | 전문가 평가 |
| 평가 점수                         | 평가 점수   |
| 출처                              | 점수        |
| --------------------------------- | ----------- |
| AllMusic                          | [ 1 ]       |
| Collector's Guide to Heavy Metal  | 10/10       |
| Encyclopedia of Popular Music     | [ 3 ]       |
| Kerrang!                          | [ 4 ]       |
| The New Rolling Stone Album Guide | [ 5 ]       |
| Record Collector                  | [ 6 ]       |
| Rock Hard                         | 9.5/10      |
| Sputnikmusic                      | 4/5         |

《Spreading the Disease》는 1985년 10월 30일, 메가포스 레코드와 아일랜드 레코드에 의해 발매된 미국의 헤비 메탈 밴드 앤스랙스의 두 번째 스튜디오 음반이다. 이 음반은 보컬리스트 조이 벨라돈나와 베이시스트 프랭크 벨로가 참여한 이 밴드의 첫 번째 음반이다. 2015년에 30주년을 기념하여 이 음반의 특별한 2 디스크 에디션이 발매되었다.

## 배경
앤스랙스는 《Fistful of Metal》을 지지하며 투어를 마친 후, 보컬리스트 닐 터빈은 밴드에서 퇴출되었다. 맷 팰런이 그를 대신했지만, 스튜디오에 대한 자신감이 부족했기 때문에 재빨리 해고되었다. 프로듀서 칼 캐니디는 이 그룹에게 스래시 메탈에 익숙하지 않은 조이 벨라돈나를 오디션 볼 것을 제안했다. 밴드 멤버들은 벨라돈나의 음악적 배경에 마음에 들지 않았지만, 그들은 그를 고용했고, 새로운 프런트맨과 함께 몇 가지 쇼를 예약했다. 존 자줄라가 프로듀서를 맡은 동안, 《Spreading the Disease》는 캐니디와 함께 뉴욕주 이타카의 피라미드 사운드 스튜디오에서 녹음되었다. 이 음반에는 뮤직 비디오가 제작된 싱글 〈Madhouse〉가 수록되었지만, MTV에서 많은 방송을 받지 못했는데, 이는 방송국이 내용이 정신 질환을 앓고 있는 사람들에게 저하되고 있다고 믿었기 때문이다.
《Spreading the Disease》는 밴드의 주요 레이블 데뷔였으며 메가포스 레코드와 아일랜드 레코드에 의해 발매되었다. 이 음반은 터빈의 작곡이 특징인 마지막 앤스랙스 음반이었다. 이 음반은 또한 베이시스트 댄 릴커가 밴드를 탈퇴한 후 작곡한 최초의 음반이기도 하지만, 그의 작곡 중 더 많은 곡들이 다음 음반인 《Among the Living》에 수록될 예정이다. 터빈은 〈Armed and Dangerous〉와 〈Gung-Ho〉의 작사를 맡았고, 릴커는 음악에 기여했다. 자줄라는 〈Medusa〉로 작곡 크레딧을 받았는데, 이 곡은 앤스랙스에 대한 그의 유일한 기여이다. 자줄라는 원래 이 곡의 유일한 작사가로 인정받았지만, 음반은 밴드의 나머지 부분에도 크레딧을 재발행한다. 녹음 시간 동안 탈퇴한 전 보컬리스트 맷 팰런은 2016년 인터뷰에서 그가 작사에 기여했지만, 인정받지 못한 채 남겨졌다고 주장했다. 이 밴드는 이러한 비난에 대해 논평하지 않았다.
《Spreading the Disease》를 녹음한 후, 뉴클리어 어설트에 합류했던 기타리스트 스콧 이언, 드러머 찰리 베넌티, 릴커는 스톰트루퍼즈 오브 데스를 설립했고 크로스오버 스래시 음반 《Speak English or Die》를 녹음했다.

## 커버 아트
커버 아트는 레드 제플린의 《Physical Graffiti》 소매를 작업한 피터 코리스턴과 데이브 헤퍼논이 만들었다. 베넌티는 방사선 수치를 조사받는 한 남자의 개념을 생각해 냈다.

## 곡 목록
모든 곡들은 특별한 언급이 없는 한 앤스랙스에 의해 작사/작곡하였다.
| #  | 제목                     | 재생 시간 |
| -- | ------------------------ | --------- |
| 1. | 〈A.I.R.〉               | 5:45      |
| 2. | 〈Lone Justice〉         | 4:36      |
| 3. | 〈Madhouse〉             | 4:19      |
| 4. | 〈S.S.C./Stand or Fall〉 | 4:08      |
| 5. | 〈The Enemy〉            | 5:25      |

| #  | 제목                    | 작사      | 작곡                     | 재생 시간 |
| -- | ----------------------- | --------- | ------------------------ | --------- |
| 6. | 〈Aftershock〉          |           |                          | 4:28      |
| 7. | 〈Armed and Dangerous〉 | 닐 터빈   | 터빈, 스콧 이언, 댄 릴커 | 5:43      |
| 8. | 〈Medusa〉              | 존 자줄라 |                          | 4:44      |
| 9. | 〈Gung-Ho〉             | 터빈      | 터빈, 이언, 릴커         | 4:34      |